# Jimmy Garoppolo
James Richard Garoppolo, född 2 november 1991, är en amerikansk quarterback för Las Vegas Raiders i National Football League. Garoppolo valdes i den andra rundan av 2014 års NFL-draft av New England Patriots där han var reserv för Tom Brady i två Super Bowls.
I oktober 2017 förvärvade San Francisco rättigheterna till Garoppolo i utbyte mot ett val i den andra rundan i den kommande draften. Han vann de första fem matcherna för sitt nya lag vilket, tillsammans med sina två vunna matcher med New England, gav honom ett facit av 7-0 som startande quarterback. En bedrift senast uppnådd av Ben Roethlisberger år 2004.
2018 skrev Garoppolo på en kontrakt värt 137,5 miljoner dollar med San Francisco, vid tidpunkten det största NFL-kontraktet genom tiderna. på årsbasis.